# Heinrich VII. (Bayern)

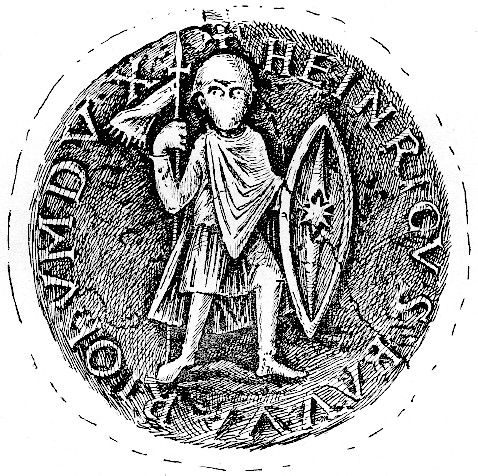
Siegel von Heinrich VII. von Bayern (1045)

Heinrich II. von Luxemburg oder Heinrich VII. von Bayern (* ca. 1005; † 14. Oktober 1047) war Graf von Luxemburg von 1025 bis 1047 und Herzog von Bayern von 1042 bis 1047.
Er war der älteste Sohn des Grafen Friedrich von Luxemburg und der Irmtrud von der Wetterau; er war ein Neffe des Herzogs Heinrich V. von Bayern und der Kaiserin Kunigunde. 1025 wurde er als Graf im Moselgau, 1035 als Vogt von St. Maximin in Trier genannt. Zum Kloster Echternach stand er ebenfalls in enger Verbindung. Im Februar 1042 übertrug ihm König Heinrich III. unter Umgehung des Wahlrechts des Stammes das Herzogtum Bayern, das er zuvor 15 Jahre selbst verwaltet hatte. Heinrich nahm an den kaiserlichen Feldzügen gegen die Ungarn in den Jahren 1042, 1043 und 1044 teil. 1047 begleitete er den Kaiser auf einem Feldzug gegen Dietrich von Holland.
Er wurde in St. Maximin in Trier bestattet.